# Chanchangi Airlines
Chanchangi Airlines is een Nigeriaanse luchtvaartmaatschappij met haar thuisbasis in Kaduna.

## Geschiedenis
Chanchangi Airlines is opgericht in 1997.

## Diensten
Chanchangi Airlines voerde in juni 2007 lijnvluchten uit naar:
- Abuja, Kaduna, Lagos, Port Harcourt.

## Vloot
De vloot van Chanchangi Airlines bestond in september 2007 uit:
- 2 Boeing B727-200
- 5 Boeing B737-200